# Arcisate
Arcisate là một đô thị ở tỉnh Varese, trong vùng Lombardia phía bắc Italia. Arcisate có diện tích 12  km², dân số 9776 người. Đô thị này nằm ở độ cao 372 m trên mực nước biển.